# Ajude
Ajude is een plaats (freguesia) in de Portugese gemeente Póvoa de Lanhoso en telt 167 inwoners (2001).